# Daniel Jacques
Ne doit pas être confondu avec Jacques Daniel ou Jacques Daniel-Norman.
Daniel Jacques, né à Québec en 1958, est un philosophe et écrivain québécois.

## Biographie
Daniel Jacques fait ses études à l'Université de Montréal où il obtient un baccalauréat en philosophie (1983), une maîtrise en études médiévales (1988) et un doctorat en philosophie (1993). Il a poursuivi ensuite des recherches postdoctorales au Committee on Social Thought (Université de Chicago) et au Centre de recherche politique Raymond Aron (Paris, EHESS).
Professeur au Collège François-Xavier-Garneau de Québec, où il fut directeur du département de philosophie, il participe régulièrement à divers colloques et conférences, portant notamment sur la philosophie politique,.
Daniel Jacques publie plusieurs ouvrages, dont certains sous le nom de Daniel D. Jacques, portant notamment sur le nationalisme québécois, la technique et l’humanisme,,,. Il est aussi connu pour ses travaux sur la pensée de Tocqueville.
Il publie notamment Les humanités passagères (Boréal, 1991), Tocqueville et la modernité (Boréal, 1995), Nationalité et modernité (Boréal, 1998), La révolution technique : Essai sur le devoir d’humanité (Boréal, 2002) ainsi que La mesure de l'homme (Boréal, 2012),,,,,.
Depuis 1998, il participe régulièrement à la revue Argument, dont il fut un membre fondateur et le directeur, et fut aussi membre du comité éditorial de la revue Politique et Sociétés.
Il est aujourd'hui l'auteur d'une cinquantaine d'articles, conférences ou autres communications, et un penseur incontournable dans le domaine de la philosophie politique.

## Œuvres

### Essais
- Les humanités passagères - Considérations philosophiques sur la culture politique québécoise, Montréal, Éditions Boréal, 1991, 288 p.  (ISBN 2890524299)
- Tocqueville et la modernité - La question de l'individualité dans la Démocratie en Amérique, Montréal, Éditions Boréal, 1995, 178 p.  (ISBN 2-89052-714-X)
- Nationalité et modernité, Montréal, Éditions Boréal, 1998, 268 p.  (ISBN 2-89052-935-5)
- La Révolution technique : Essai sur le devoir d’humanité, Montréal, Éditions Boréal, 2002, 192 p.  (ISBN 9782764601921 et 2-7646-0192-1)
- La fatigue politique du Québec français, Montréal, Éditions Boréal, 2008, 160 p.  (ISBN 978-2-7646-0599-8)
- La mesure de l'homme, Montréal, Éditions Boréal, 2012, 716 p.  (ISBN 978-2-7646-2123-3)
- California Dream : contes posthumanistes à l'usage des enfants de l'avenir, Montréal, Éditions Liber, 2021, 140 p.  (ISBN 9782895787402)
- L'expérience démocratique, Montréal, Éditions Liber, 2024, 411 p.  (ISBN 978-89578-815-7[à vérifier : ISBN invalide])

## Prix et honneurs
- 1999 - Récipiendaire : Prix Victor-Barbeau de l'Académie des lettres du Québec (pour Nationalité et Modernité)[13],[14]
- 1999 - Finaliste : Prix du gouverneur général (pour Nationalité et Modernité)[15]
- 2014 - Mention d'honneur : Association québécoise de pédagogie collégiale
- 2018 - Récipiendaire : Prix Jean-Claude Simard, Société de philosophie du Québec[16]